# 余有丁墓
29°45′00.8″N 121°37′33.0″E / 29.750222°N 121.625833°E
余有丁墓是明万历年间太子太保、吏部尚书余有丁的墓葬，位于中国浙江省宁波市鄞州区东钱湖镇境内，郭家峙村隐学山东坡，南北长200米，东西宽25米，2001年作为东钱湖石刻的一部分列入第五批全国重点文物保护单位。

## 墓主生平
余有丁，字丙仲，号同麓，谥文敏，浙江鄞县人，家乡位于今宁波市海曙区高桥镇岐阳村，其父余永麟曾任浦江、昆山等地知县，在就任苏州府通判前去世。父亲死后，余有丁在一扬州郝姓商人资助下入太学。嘉靖四十一年（1562年），余有丁考中探花，此后在袁炜提携下成为翰林院編修，因作风清廉而获得声誉。万历二年（1574年），余有丁任國子監祭酒。万历十年（1582年）六月，张居正病危，在其举荐下，余有丁担任礼部尚书兼文淵閣大學士。万历十二年（1584年）十一月，余有丁去世，朝廷为其罢朝一日，明神宗命令宁波府、绍兴府、台州府三府为其修建墓地。

## 墓葬形制
余有丁墓道坐北朝南，总长200米，宽25米，修筑于地势依次升高的七个台地上。完整的墓道建筑从南向北依次为石牌楼、石望柱、石笋、跪羊、蹲虎、站马、文臣，最后一台地中部为方形墓室，轴线左侧设有碑亭。现存完整的石刻包括望柱、跪羊、蹲虎和一对文臣，碑亭、享亭、石笋及一根望柱均在文化大革命中被充作石料:19。仅存的望柱保存较为完好，高10米，顶端有狻猊，为浙江省内仅存的同类型望柱。石笋原高3米，现存残高1米，其余在文化大革命期间被作为石料使用。墓道跪羊和蹲虎石刻尚存，相距9.8米，保存较好，而石马已被损毁。两尊相对而立的文臣像尚存，位于石虎北50米，高4米，风化较为明显。墓圹被盗于20世纪中叶，毁于文化大革命，现仅存几处石墙。

## 保护
余有丁墓道及石刻于1995年被列入鄞县文物保护单位，1997年8月以“东钱湖石刻群”的名义列入浙江省文物保护单位:459，2001年作为东钱湖石刻的一部分列入第五批全国重点文物保护单位。划定的保护范围以墓道轴线为中心，北至墓穴以北10米，南至高坎池塘，长200米，宽30米。保护范围外50米范围为建设控制地带。宁波市文物保护管理所对余有丁墓道石刻采取原地保护，东钱湖旅游度假区管委会在此设有24小时电子监控以防止盗窃和破坏文物。

## 图片

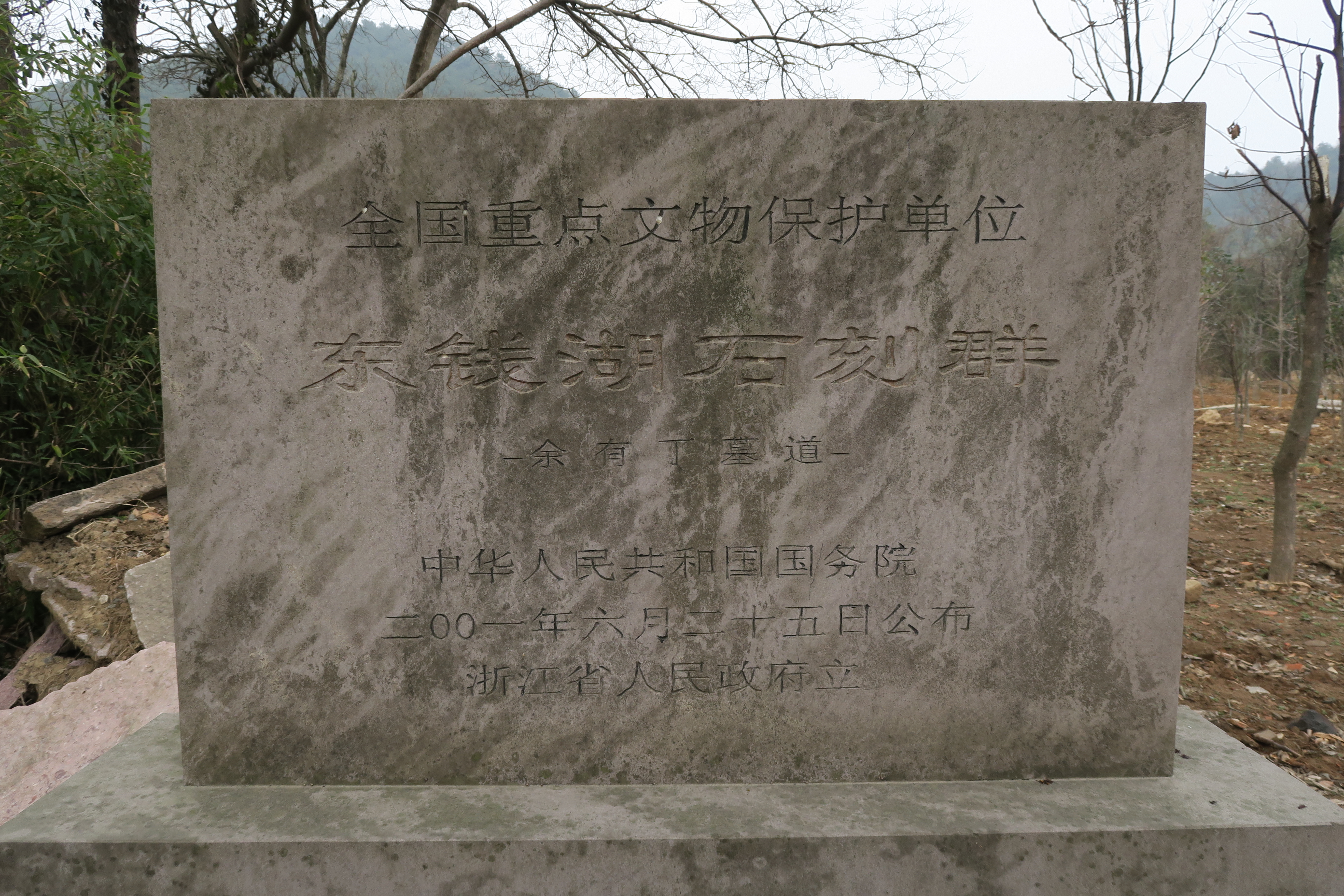
文物保护碑
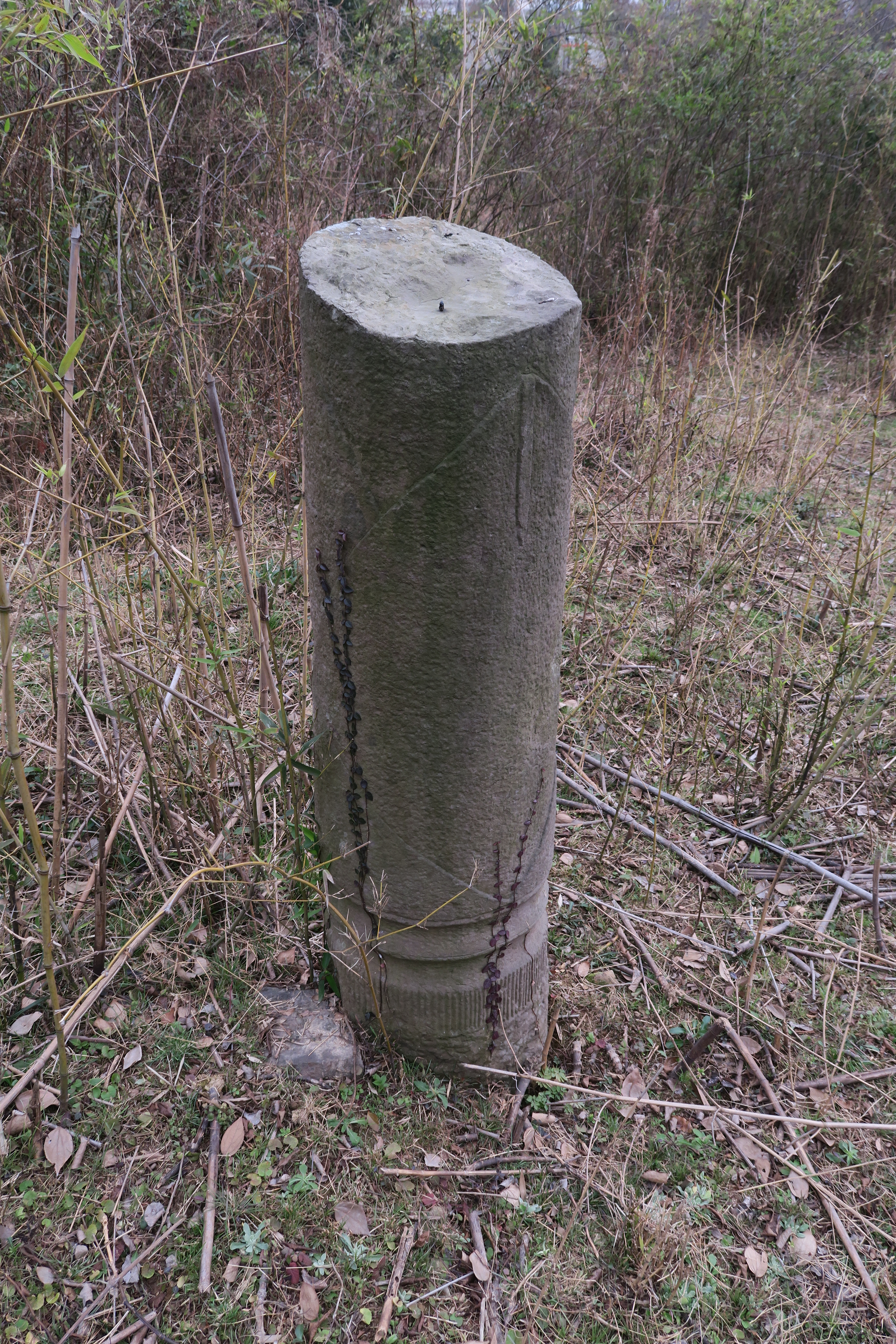
石笋残端
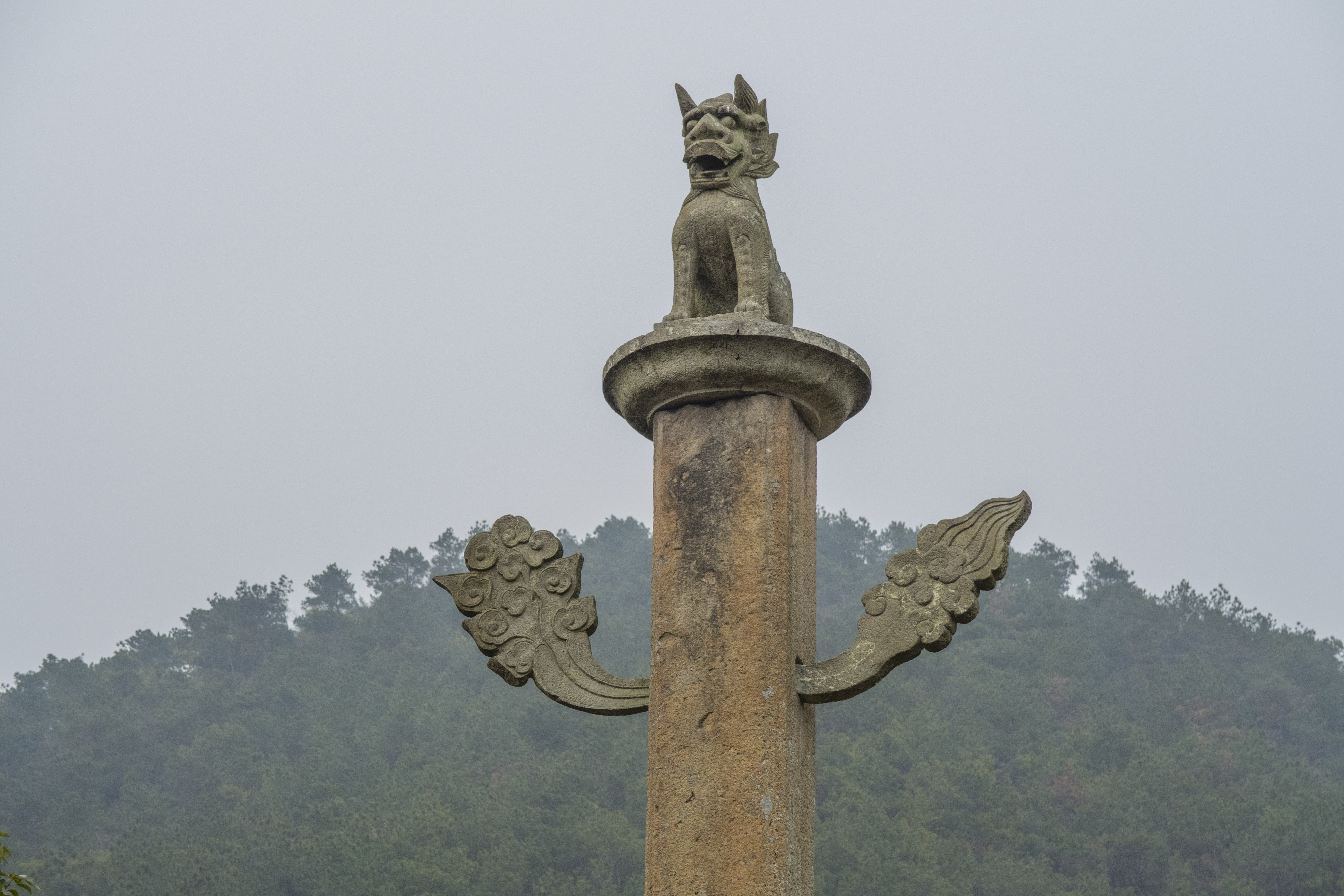
望柱云板和狻猊
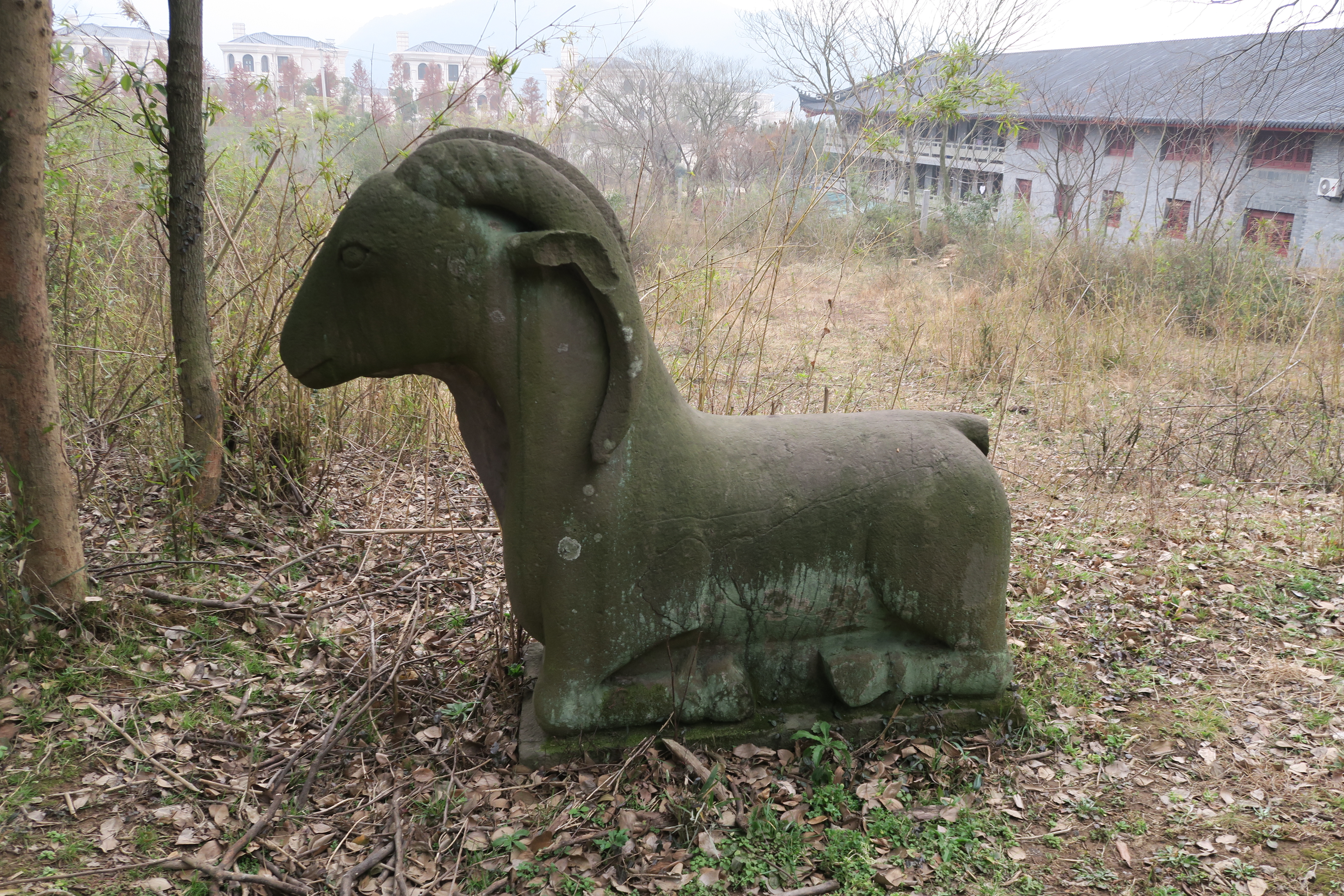
石羊
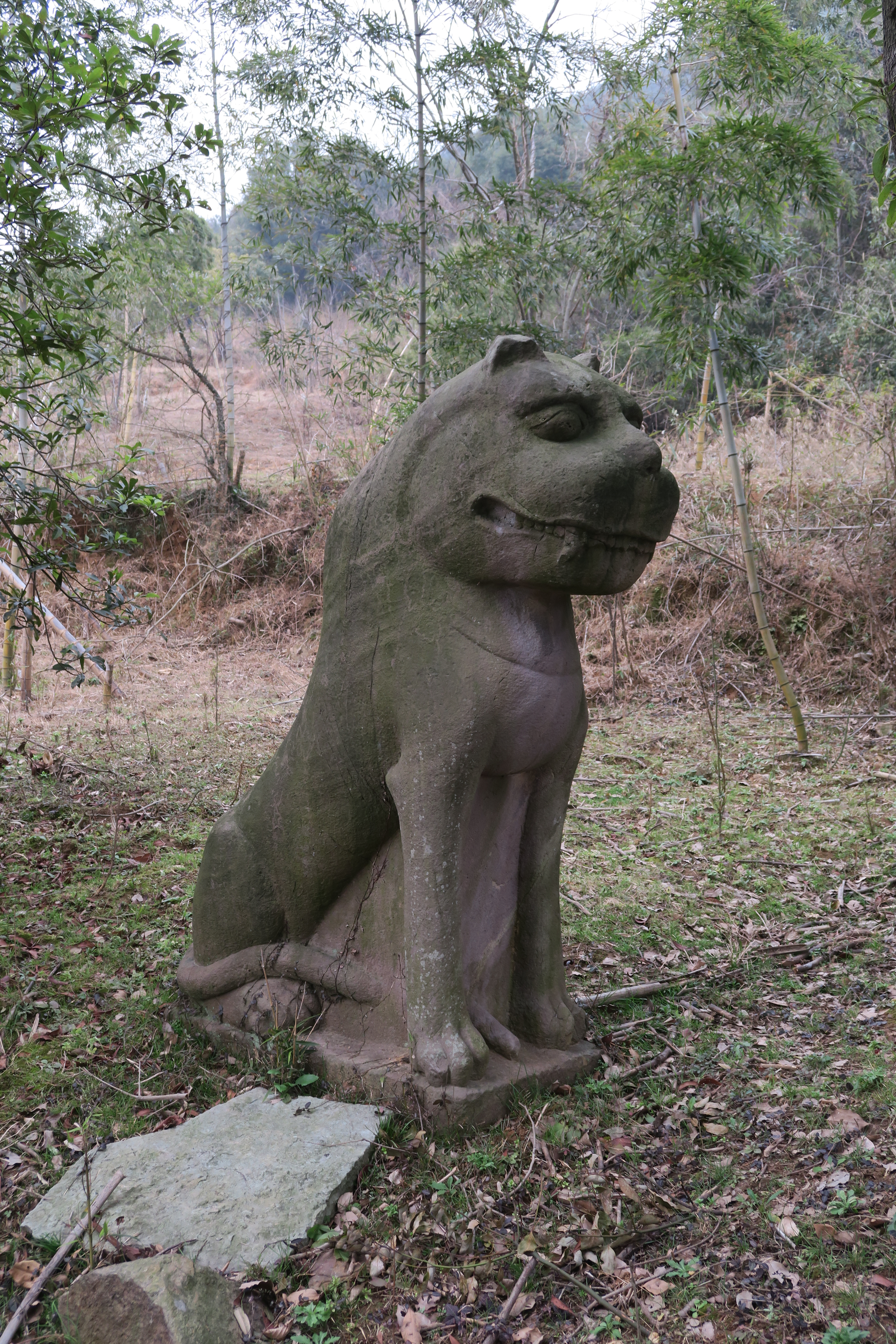
石虎
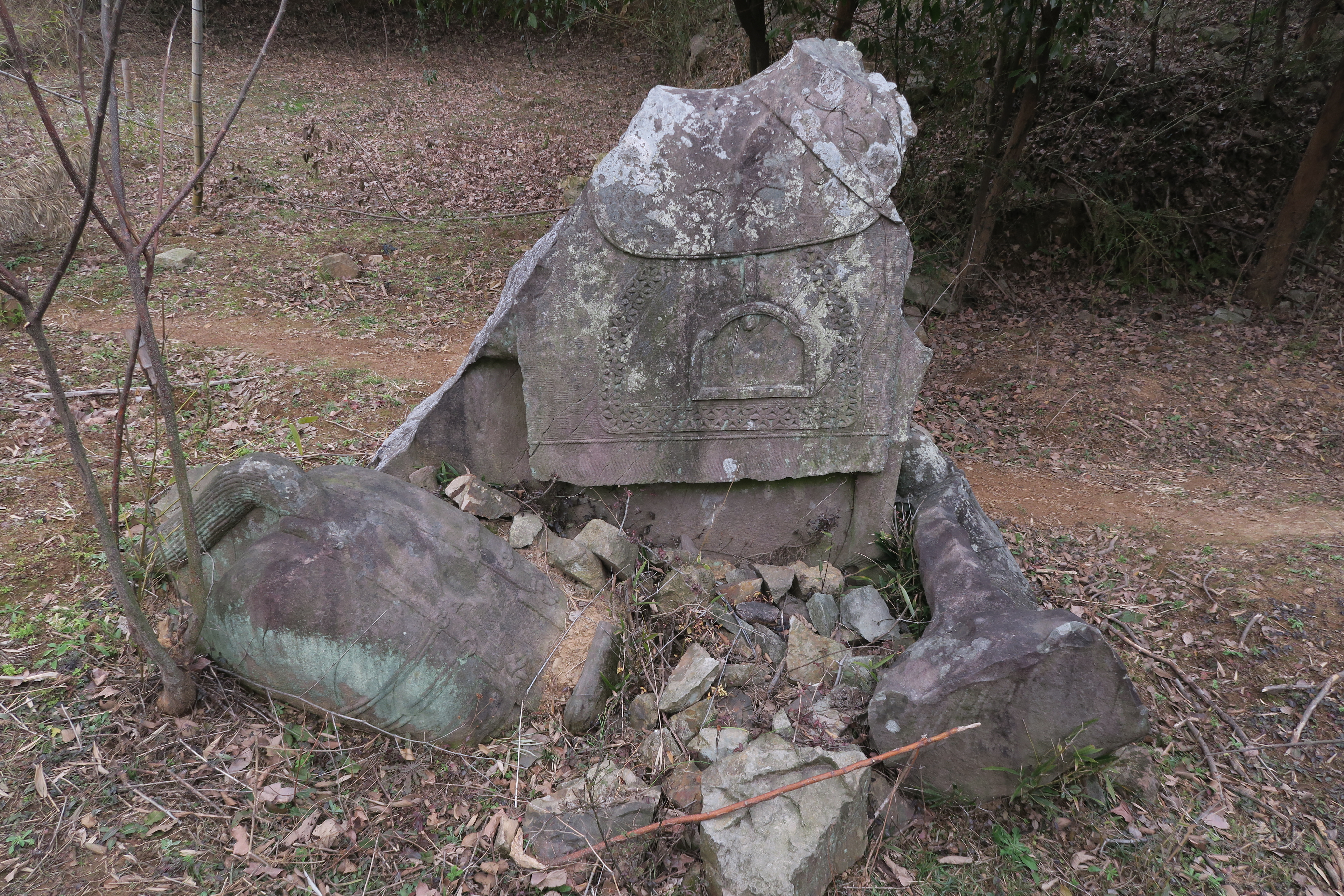
石马残件
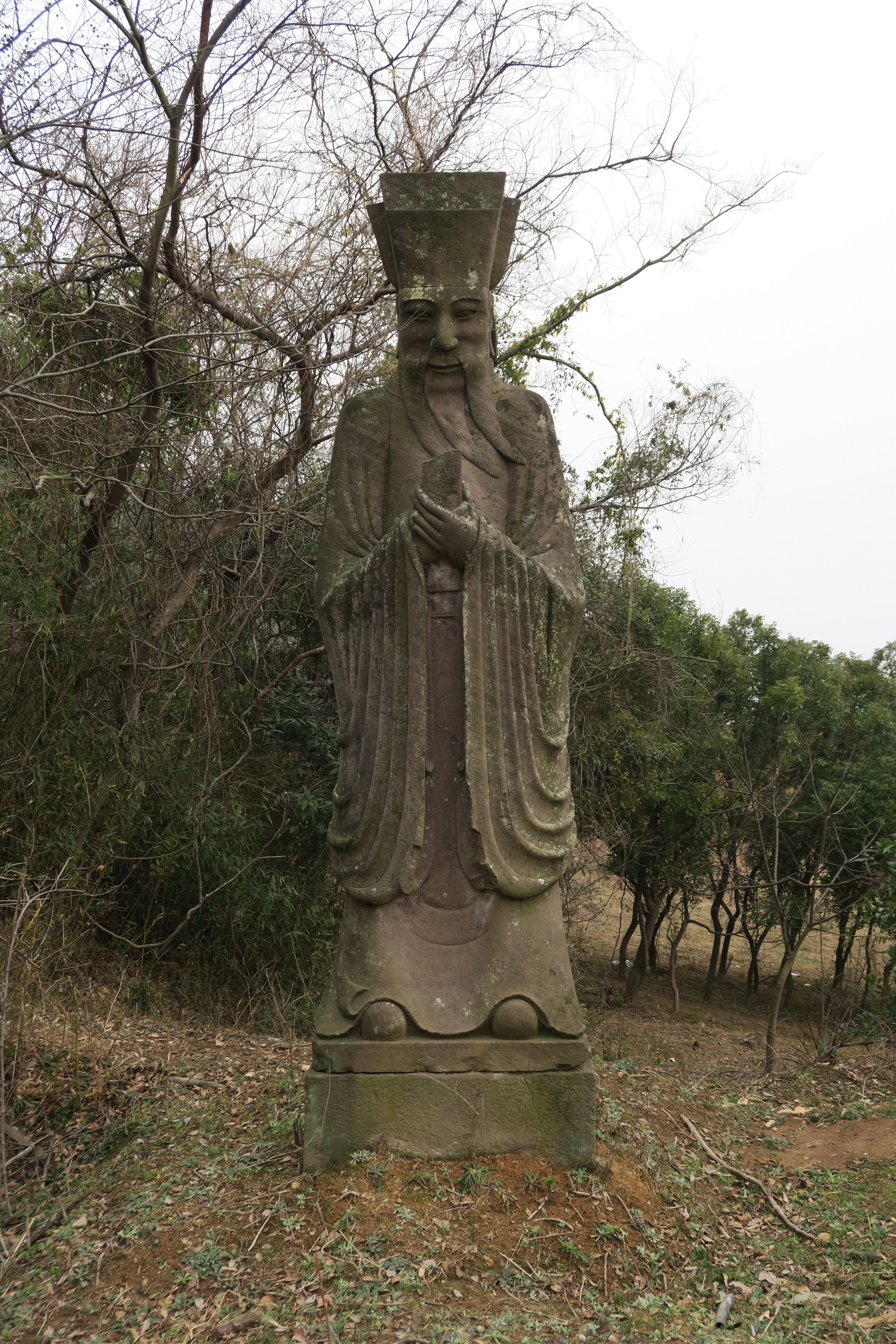
文臣像